# Joe Harnell
Joe Harnell ou Joseph Harnell est un compositeur, arrangeur, pianiste et chef d'orchestre américain, notamment connu pour ses musiques de films et ses enregistrements d'easy listening, il est  né le 2 août 1924 dans Le Bronx, New York (États-Unis), mort le 14 juillet 2005  à Sherman Oaks (Californie).

## Biographie
Il est connu pour le thème de la musique de la  série L'Incroyable Hulk. 
On lui doit aussi la très célèbre fanfare United Artists de 1982, qui demeurera en usage pour l'ouverture des génériques des films de cette compagnie pendant près d'une décennie.
Il a été le directeur du The Mike Douglas Show.

## Récompenses & nominations
- 1982, Emmy Awards, (nommé) L'Incroyable Hulk (série télévisée)
- 1983, Emmy Awards, (nommé)  V

## Filmographie sélective
- 2003 : Histoire de Marie et Julien, (ost) "One Day Will Come"
- 2002 : Adolph Eichmann: The Secret Memoirs, (documentaire)
- 1994 : L'Hidato Shel Adolf Eichmann
- 1989 : Alien Nation (TV)
- 1988 : Dans la chaleur de la nuit ("In the Heat of the Night") (série télévisée)
- 1987 : The Liberators (TV)
- 1985 : Chasseurs d'ombres ("Shadow Chasers") (série télévisée)
- 1984 : Hot Pursuit (TV)
- 1984 : Santa Barbara (TV)
- 1983 : V (TV)
- 1981 : Senior Trip de Kenneth Johnson (téléfilm)
- 1980 : Battles: The Murder That Wouldn't Die (TV)
- 1979 : Stop Susan Williams (série télévisée)
- 1978 : Hulk revient (The Incredible Hulk: Married) (TV)
- 1977 : The Incredible Hulk: Death in the Family (TV)
- 1977 : L'Incroyable Hulk (The Incredible Hulk) (TV)
- 1976 : Super Jaimie ("The Bionic Woman") (série télévisée)
- 1959 : Au milieu de la nuit (Middle of the Night)
- 1955 : Marty
- 1954 : Producers' Showcase (série télévisée)

## Participations
- One Hundred Greatest TV Themes, (compilation)
- The Bionic Woman, Kill Oscar Parts 1 and 3  (OST)
- The Film music of Joe Harnell (deux cd)
- The Incredible HULK (ost)
- V  (ost)